# Catanzaro
Catanzaro város (közigazgatásilag comune) Olaszország Calabria régiójában, Catanzaro megyében. A régió és a megye székhelye.

## Fekvése
A város egy sziklás fennsík tetején épült fel, amelyet a Fiumarella folyó szel át. A városhoz tartozik a Jón-tenger partján fekvő Catanzaro Lido település is.

## Nevének eredete
A város nevének eredetéről nincsenek pontos adatok. Valószínűleg két bizánci tábornok, Kattaro és Zaro után kapta volna nevét, míg más feltételezés szerint a város neve a kata Zaro görög kifejezésből származik, amelynek jelentése Zaron túl (Zarapotamo a várost átszelő folyó régi neve). Egy harmadik hipotézis szerint a kata-antherosz görög kifejezésből származik, aminek jelentése a virágos domboldal.

## Története
A várost a Nyugatrómai Birodalom után a Dél-Itáliában terjeszkedő bizánciak alapították. A 11. század elején a normann Szicíliai Királyság része lett. Ebben az időben épült fel az erődítménye és a katedrálisa. A 15. században az aragóniai királyok fennhatósága alatt lévő Nápolyi Királyság selyemgyártó központja volt. A calabriai bárók 1528-as felkelése idején ellenállt egy hosszas ostromnak, amit V. Károly nápolyi király a magnifica et fidelissima titulussal honorált. Az 1783-as és 1832-es földrengések során a város épületeinek nagy része elpusztult.

## Népessége
A népesség számának alakulása:

## Főbb látnivalói
- az 1121-ben épült Santa Maria Assunta-katedrális
- Santissimo Rosario-templom'
- San Rocco-templom
- Madonna dell’Immacolata-templom
- Sant'Omobono-templom
- Santa Teresa-templom
- San Giovanni-templom
- Monte dei Morti-templom
- Santa Maria di Portosalvo-templom
- az város erődítményének romjai és két városkapu: a Porta di San Agostino és a Porta di Strato
- a 15. századi Palazzo dei Nobili (ma városháza)

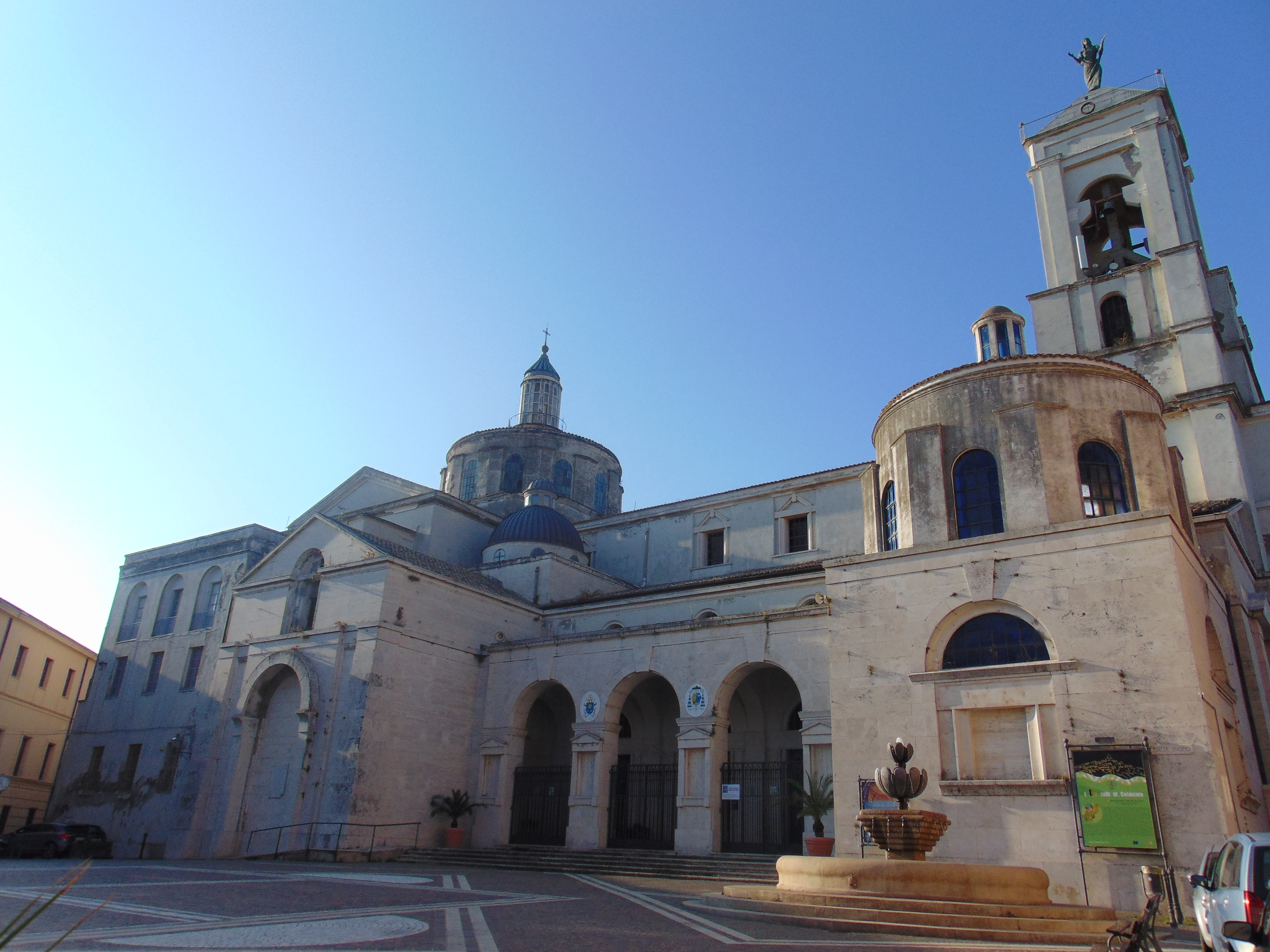
Cattedrale metropolitana di Santa Maria Assunta
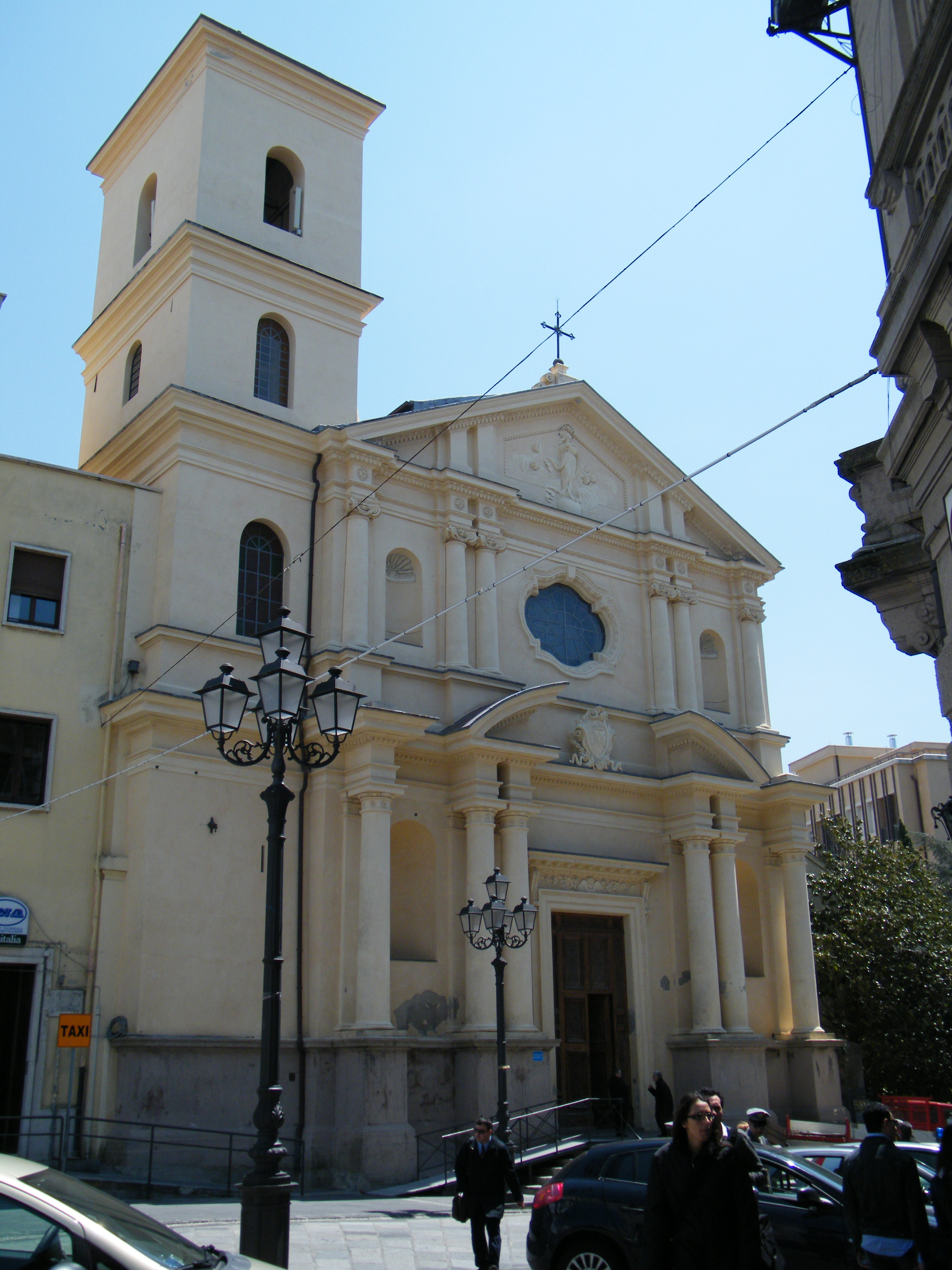
Basilica dell’Immacolata Concezione
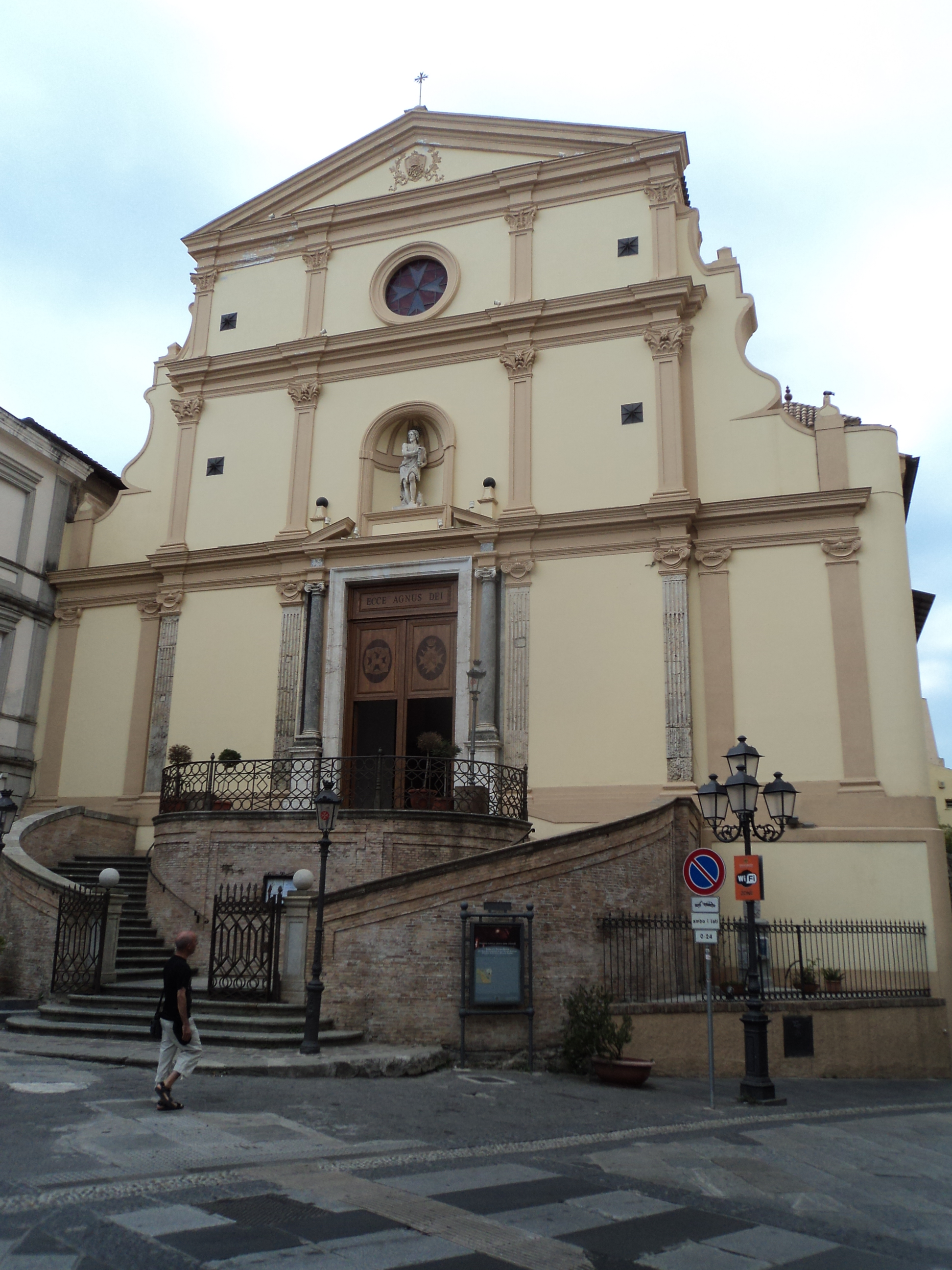
Chiesa di San Giovanni Battista
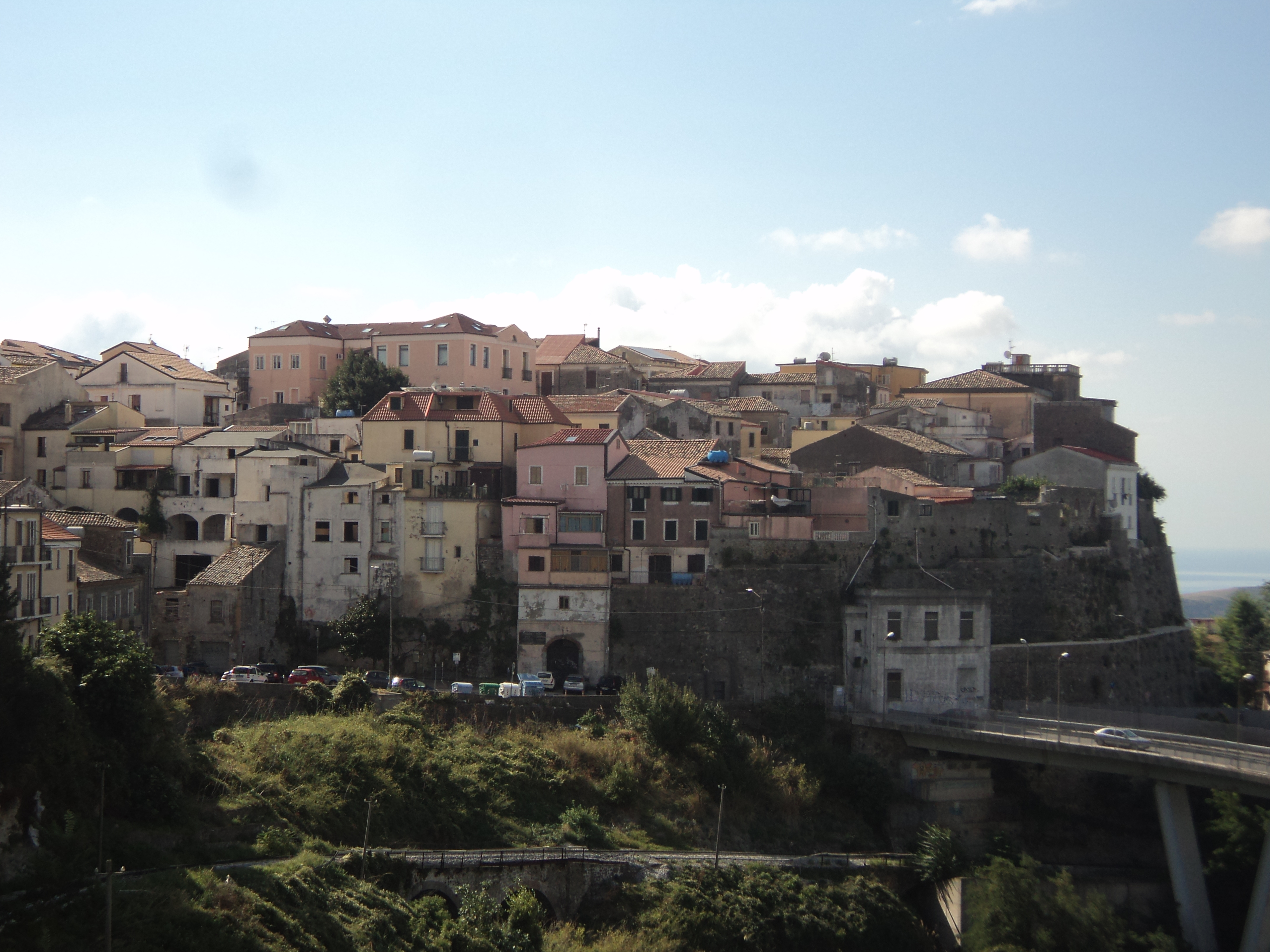
Catanzaro részleges látképe
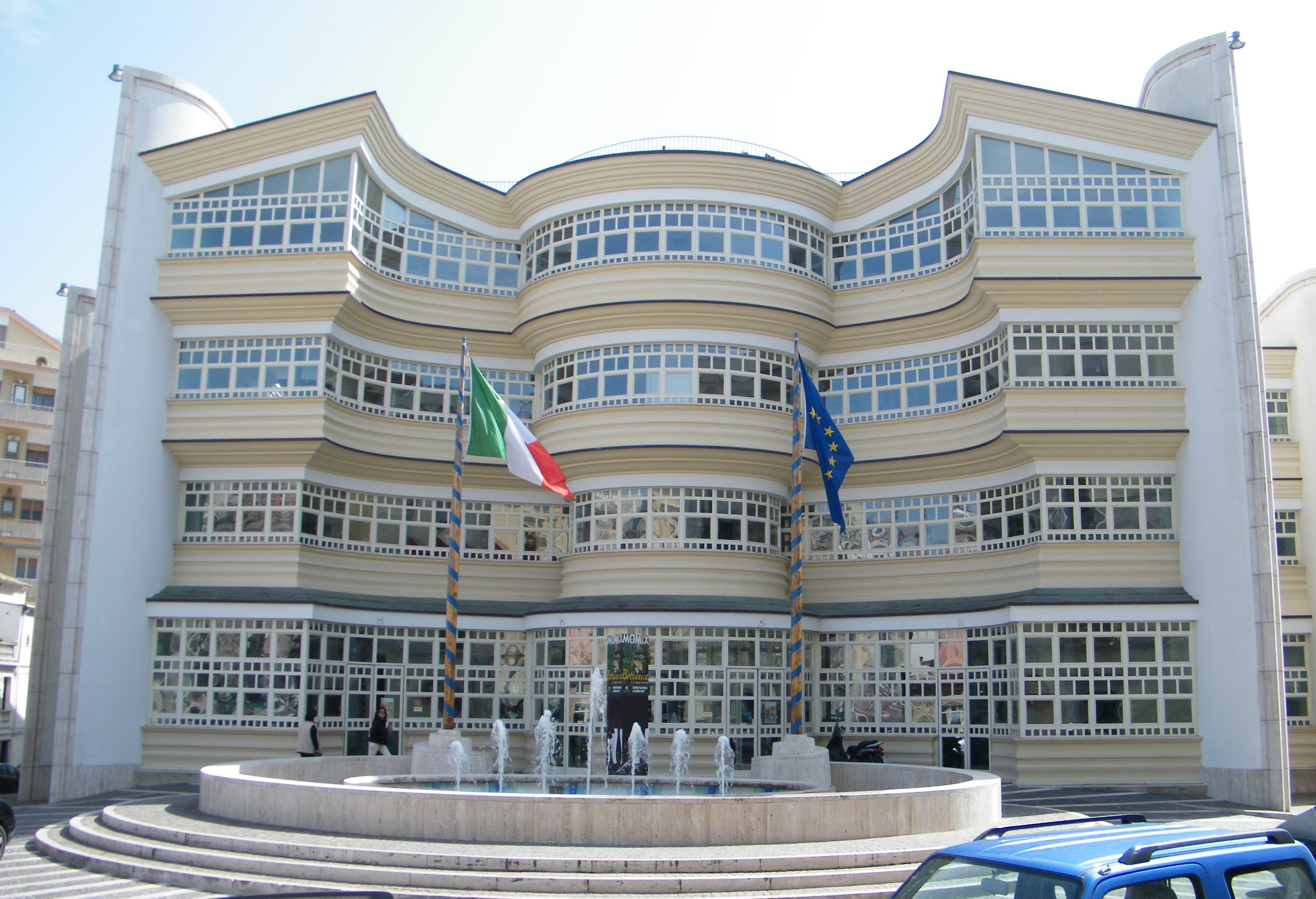
Teatro Politeama
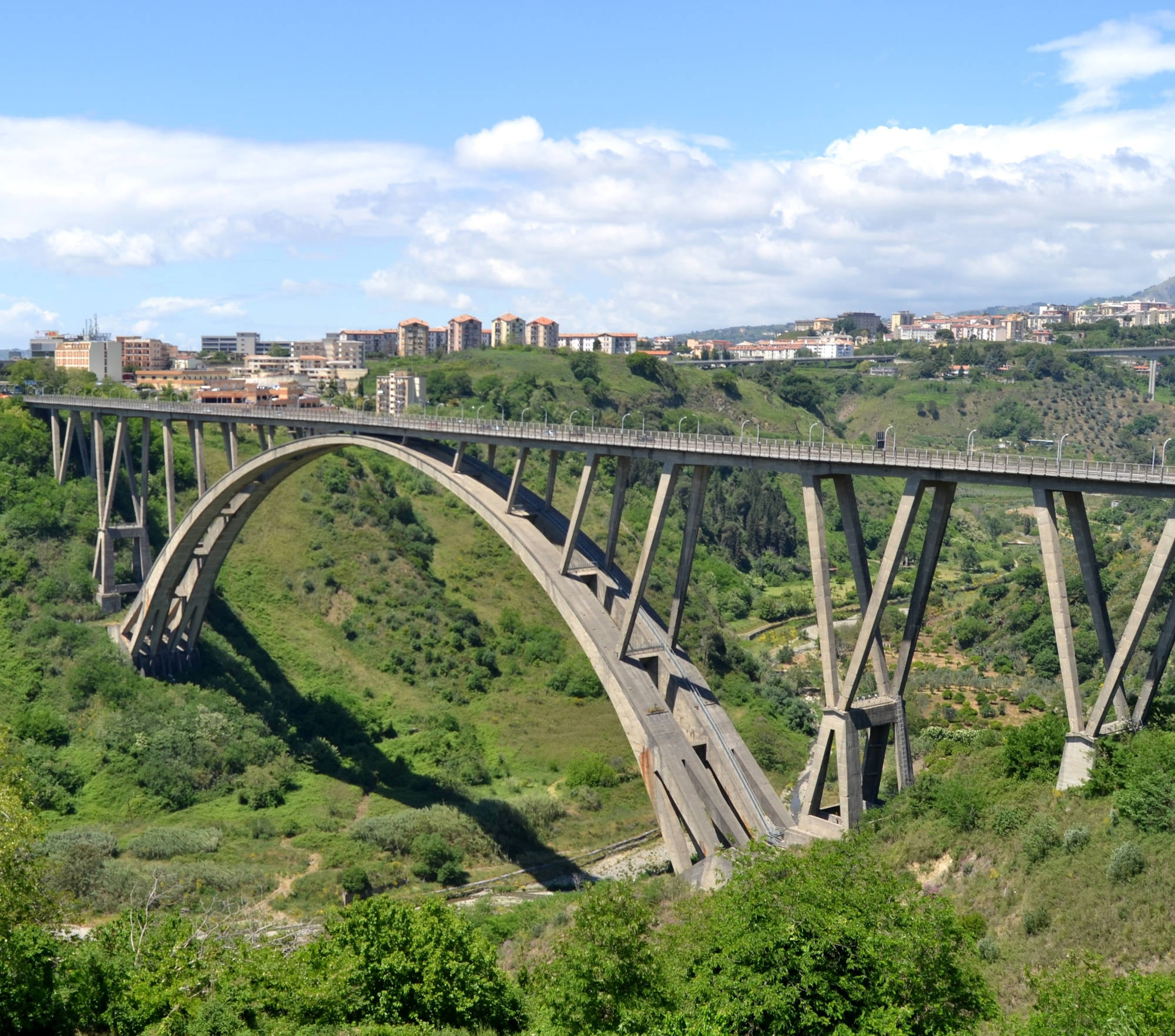
Ponte Bisantis
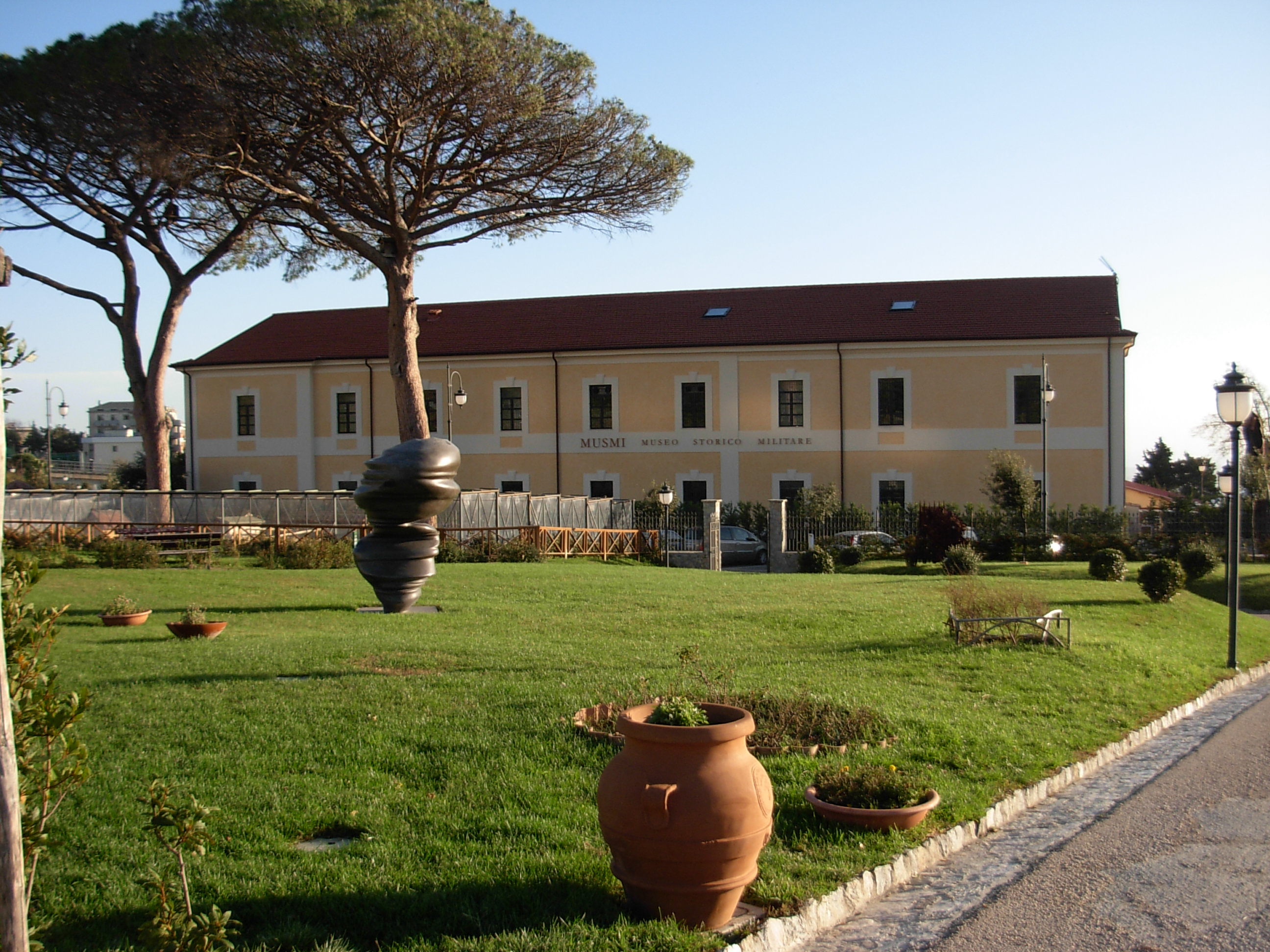
Museo Storico Militare

## Közlekedés
A vasútállomások:
- Stazione di Catanzaro
- Stazione di Catanzaro Città
- Stazione di Catanzaro Lido
- Stazione di Catanzaro Lido (FC)
- Stazione di Catanzaro Sala

Catanzaro a Strada Statale 280 „dei Due Mari” autópályán keresztül kapcsolódik az A2-es autópályához.

## Híres szülöttei
- Giovanni Battista Zupi (kb. 1590–1650), csillagász, matematikus és jezsuita
- Francesco Acri (1834–1913), filozófus
- Bernardino Grimaldi (1839–1897), politikus
- Felice Tocco (1845–1911), filozófus
- Renato Dulbecco (1914–2012), biológus
- Margherita Isnardi Parente (1928–2008), filozófus és egyetemi oktató
- Mario Foglietti (1936–2016), forgatókönyvíró és rendező
- Gaetana Tolomeo (1936–1997),  boldog
- Angelo Mammì (1943–2000), labdarúgó
- Antonio Catricalà (1952–2021), politikus
- Saverio Cannistrà (* 1958), Pisa érseke
- Francesco Neri (* 1959), Otranto érseke
- Massimo Mauro (* 1962), labdarúgó és politikus
- Antonio Neri (1962–2017), teológus
- Tebaldo Bigliardi (* 1963), labdarúgó
- Maurizio Aloise (* 1969), Rossano-Cariati érseke
- Armando Matteo (* 1970), teológus
- Manuel Nicoletti (* 1998), labdarúgó